# Andrew Thomson
Pour les articles homonymes, voir Andrew Thomson (homonymie) et Thomson.
Andrew Thomson est un ancien boxeur pieds-poings sud-africain né le 7 avril 1974. Il mesure 1,98 m pour 120 kg.
Il a participé à plusieurs tournois pour le compte du K-1 et remporté trois tournois satellites en Afrique du Sud en 2000, 2001 et 2002. Toutefois, il n'a jamais pu confirmer face à des combattants de tout premier plan, hormis une victoire contre Cyril Abidi en 2001.

## Quelques victoires
- En 1998 contre Clint Kruger par KO
- En 1999 contre Donovan Luff par KO, John Mulaka par KO
- En 2000 contre John Stevens par KO, Philip Framer par KO, Douglas Grey par KO
- En 2001 contre Thobela Kwazi par KO, Pierre Small par KO, Gary Brenner par KO, Rodney Klein par KO
- En 2002 contre Derek Clarke par KO, Vuyani Kwati par KO
- 03/09/00  contre l'ougandais George Mwa par KOT au 1er round
- 03/09/00  contre le nigérian George Igobi par KO au 1er round
- 03/09/00  contre le sud-africain Donovan Luff par KO au 3e round
- 08/06/01  contre le sud-africain Neil Hayward par KO au 1er round
- 08/06/01  contre le congolais Billy Kongolo par KO au 1er round
- 08/06/01  contre le sud-africain Paul Rothman par KOT au 3e round
- 20/07/01  contre le français Cyril Abidi par KOT au 1er round
- 07/06/02  contre le sud-africain George Hlatswayo par KO au 1er round
- 07/06/02  contre le sud-africain Hannes Vandenberg par KO au 1er round
- 07/06/02  contre le sud-africain Timmelo Maputha par KO au 2e round ;

Andrew Thomson s'est incliné notamment face à Mike Bernardo, Takeru, Peter Aerts, Stefan Leko, Alexey Ignashov, Errol Parris.